# Spiridione Gopcevich

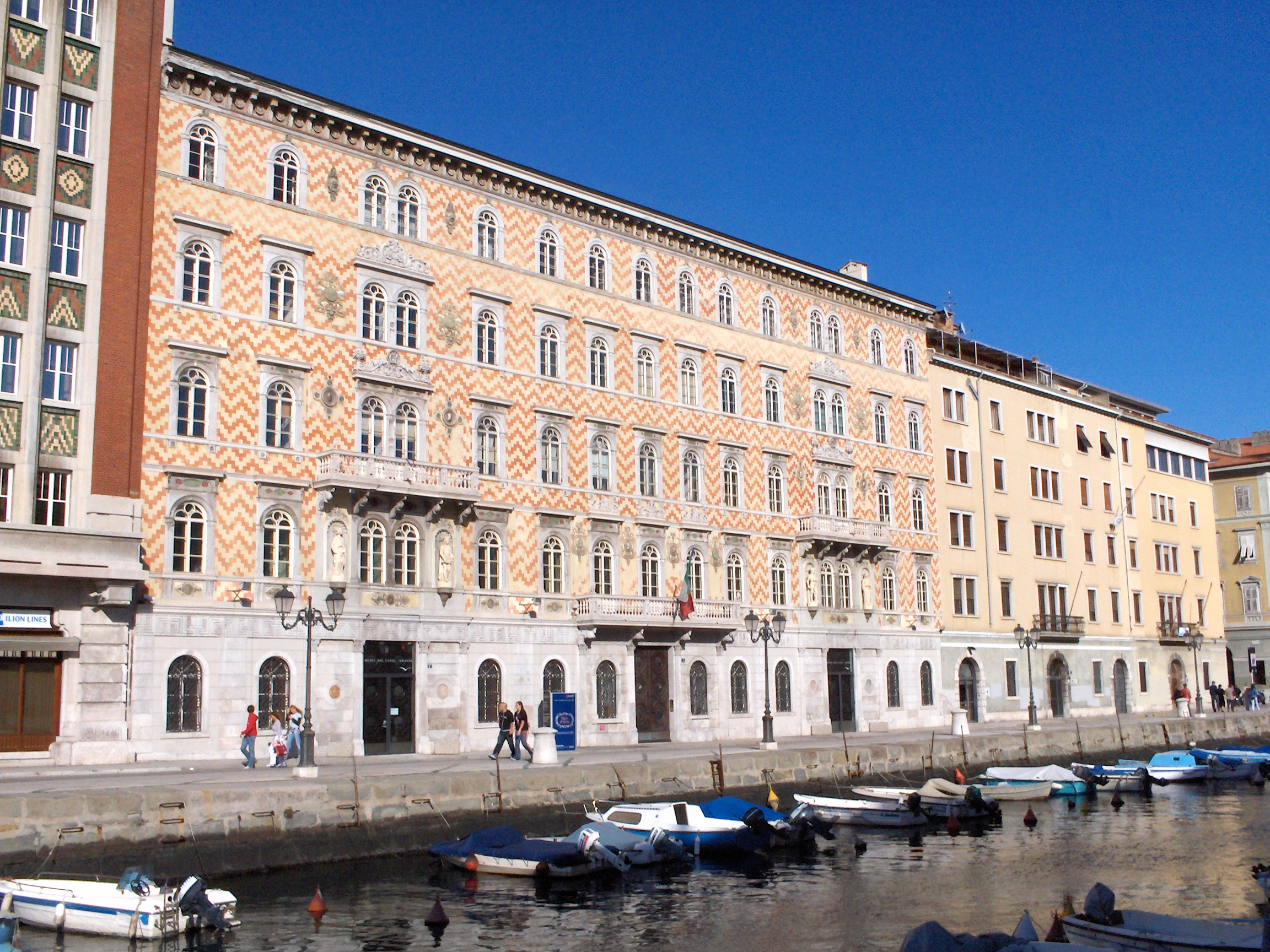
Palazzo Gopcevich in Triëst, Italië

Spiridione Gopcevich of in Servisch Spiridon Gopčević (Triëst, 1815 – Wenen, 1861) was een reder van Servische afkomst in de Italiaanse stad Triëst. Triëst was een Vrije rijksstad in het keizerrijk Oostenrijk. In Triëst staat het Palazzo Gopcevich aan het Canal Grande.

## Levensloop
Zijn vader was Cristoforo Gopcevich of, in Servisch, Hristifor Gopčević; deze man verliet het koninkrijk Dalmatië om zich te vestigen in Triëst, de belangrijkste havenstad van de Oostenrijkers. Dalmatië was sinds 1815 Oostenrijks bezit en zijn vader was afkomstig uit Castelnuovo in het huidige Montenegro.
Spiridione Gopcevich groeide op in de Servisch-Orthodoxe gemeenschap in Triëst. De Serviërs waren actief in de handel en het bankwezen. Hij studeerde in Wenen, waarna hij terugkeerde naar Triëst. Gopcevich werd een succesvol zakenman. Hij bezat handelsschepen die voeren tussen Oostenrijkse, Italiaanse, Ottomaanse en Russische havens. Gopcevich sprak vlot de talen van zijn handelspartners. Zijn verste handelscontacten lagen in de Zwarte Zee. Hij bouwde een stadspaleis in het hartje van Triëst, aan de Canal Grande. De architect was Giovanni Berlam. Gopcevich woonde gedurende circa twintig jaar in het Palazzo Gopcevich.
Gopcevich volgde met aandacht hoe de Russische tsaren de Bosporus in hun greep wilden krijgen. In 1853 brak de Krimoorlog uit tussen het keizerrijk Rusland en een internationale coalitie van Ottomanen en Europese mogendheden. Gopcevich deed een commerciële gok door een gigantische hoeveelheid graan aan te kopen en op te slaan in het Russische Azov aan de Zwarte Zee. Hij ging hiervoor een grote lening aan bij een bank in Wenen. De Krimoorlog sleepte aan en vooral dan het beleg van Sebastopol. De tonnen graan lagen te verrotten in zijn opslagplaatsen in Azov. De Russen verloren de Krimoorlog. De samenwerking tussen de Oostenrijkers en de Ottomanen na de Vrede van Parijs (1856) ontgoochelde Gopcevich en verergerde bovendien zijn financiële situatie. De Oostenrijkers verkregen namelijk betere doorgangsrechten op de Donau in  Walachije. In de ogen van Gopcevich was dit een verraad. Hij zocht toenadering tot de aanhangers van Garibaldi, die goede contacten hadden met de Servische gemeenschap in Triëst. Dezen vonden elkaar in anti-Oostenrijkse gevoelens.
Bankroet pleegde Gopcevich zelfmoord in Wenen (1861).
Zijn zoon droeg dezelfde naam (1855-1928); deze werd later journalist in Triëst onder de pseudoniem Leo Brenner.